# Nerolidol
Nerolidol – organiczny związek chemiczny z grupy terpenoidów, alkohol seskwiterpenoidowy. Występuje w olejku z kwiatów pomarańczy gorzkiej. Jest składnikiem balsamu kanadyjskiego. W obecności kwasów ulega częściowo cyklizacji, a częściowo izomeryzacji do farnezolu.

Izomeryzacja nerolidolu do farnezolu